# Chapelle-lez-Herlaimont
Chapelle-lez-Herlaimont (in vallone El Tchapele) è un comune belga di 14 121 abitanti, situato nella provincia vallona dell'Hainaut.